# Curt Kuhl
Curt Eduard Karl Kuhl (* 28. Dezember 1890 in Graudenz; † 13. März 1959 in Kassel) war ein promovierter deutscher Theologe (Alttestamentler und Archäologe).

## Biographie
Kuhl wurde 1890 als Sohn eines Garnisonverwaltungsinspektors in der Festung Graudenz, 2 Kilometer nördlich der gleichnamigen Stadt, geboren. Er besuchte das Friedrich Wilhelm-Realgymnasium in Stettin, und ab 1900 das Lessing-Gymnasium in Berlin. Von 1905 bis 1909 war er am Königlichen Gymnasium in Bromberg. Anschließend studierte er evangelische Theologie an den Universitäten Breslau, Bonn und Halle und erhielt 1913 in Breslau sein Examen. Nachdem er ein halbes Jahr als Hilfsvikar gearbeitet hatte, meldete er sich als Freiwilliger beim Schleswig-Holsteinischen Pionier-Bataillon Nr. 9. 1917 schrieb er seine Dissertation Die literarische Einheit des Buches Ezechiel an der philosophischen Fakultät der Universität Tübingen.

### Erster Weltkrieg
Vom 1. Oktober 1913 bis 1. August 1914 diente Kuhl als Einjährig-Freiwilliger beim Pionier-Bataillon Nr. 9 das in Harburg stationiert war. In dieser Zeit wurde er am 1. Mai 1914 zum überzähligen Gefreiten und am 1. August 1914 zum Unteroffizier befördert.
Mit Ausbruch des Ersten Weltkrieges und der allgemeinen Mobilmachung blieb Kuhl in seinem Bataillon. Das Pionier-Bataillon 9 wurde Teil der 33. Reserve-Infanterie-Brigade welche wiederum Teil der 17. Reserve-Division war, welche zunächst an der Belgischen Front zum Einsatz kam. So war Kuhl an den Straßenkämpfen in Löwen am 26. August 1914 und an der Wiedereinnahme von Werchter am 27. August 1914 beteiligt. Am 4. September 1914 nahm die Division Dendermonde und Kwatrecht (bei Wetteren) ein. Vom 15. bis 19. August 1914 nahmen sie an der Schlacht bei Noyon teil, woraufhin Kuhl mit dem Eisernen Kreuz II. Klasse ausgezeichnet wurde. Vom 16. Oktober 1914 bis zum 7. März 1915 war das Bataillon in Stellungskämpfen westlich von Roye-Noyon beteiligt, währenddessen Kuhl am 21. Oktober 1914 zum überzähligen Vizefeldwebel, am 5. November 1914 zum Offizierstellvertreter, am 5. Dezember auf allerhöchste Kabinettsorder zum Leutnant der Reserve befördert. Am 4. November erlitt Kuhl einen Trommelfellriss infolge einer Sprengung in Beuvraignes, verblieb jedoch bei der Kompanie.
Am 8. März 1915 kam Kuhl zur Pionier-Kompanie Nr. 107, die in der neu formierten 54. Infanterie-Division kämpfte. Anfangs war die Division noch für Stellungskämpfe an der Westfront nach dem Abschluss der Winterschlacht in der Champagne eingesetzt und Kuhl kämpfte vom 29. März bis zum 13. Juli bei Perthes. Mitte Juli erfolgte die Verlagerung an die Ostfront, beginnend mit der Schlacht am Narew vom 24. Juli 1915 bis 3. August 1915 im Zuge der Narew-Offensive. Weitere Gefechtsteilnahmen an der Ostfront waren:
- 4. bis 7. August --- Schlacht am Orz-Bach
- 8. bis 10. August --- Schlacht bei Ostrow
- 11. bis 12. August --- Schlacht bei Tschishew-Sambrow
- 13. bis 18. August ---Verfolgungskämpfe am oberen Narew und Nurzec
- 19. bis 25. August --- Schlacht bei Bielsk
- 26. August bis 5. September --- Verfolgungskämpfe am Swislocz und an der Naumka-Werecia
- 6. bis 16. September --- Verfolgung vom Njemen zur Beresina

Im Anschluss wurde die Division zurück an die Westfront verlegt, wo Kuhl vom 10. Oktober bis 10. Dezember 1915 bei Stellungskämpfen in Moulins an der Aisne stationiert war. Aufgrund eines Lungenspitzenkatarrhs kam Kuhl am 11. Dezember ins Kriegslazarett „Heiliger Karl“ in Chauny. Anschließend wurde er am 14. Januar 1916 ins Reservelazarett Harburg verlegt, von wo er am 9. März in ein militärisches Genesungsheim in Wyk auf Föhr weiterverlegt wurde, wo er bis zum 7. Juni 1916 blieb. Vom 8. bis 20. Juni 1916 war er zunächst dem Pionier-Ersatz-Bataillon 2 zugeteilt. Vom 10. August 1916 bis zum 15. Januar 1917 war er als Lehrer im Truppenübungsplatz Warthelager tätig. Am 21. Juni 1917 wurde Kuhl gemäß einer Verfügung des stellvertretenden Generalkommandos des V. Armeekorps als Kompanieführer zum Pionier-Feld-Rekruten-Depot 11 versetzt.

### Weimarer Republik
Kuhl ehelichte am 11. Januar 1921 in Pleß die Pastorentochter Emma Drabek und trat noch im selben Jahr seine erste Pfarrstelle in Schlawa, Schlesien an. 1924 wechselte er nach Suhl. Mitte der zwanziger Jahre weilte er zu archäologischen Forschungsarbeiten in Palästina, deren Ergebnisse er 1928/30 im Palästinajahrbuch veröffentlichte. 1928 wurde er zum Pfarrer der evangelischen Kirchengemeinde Berlin-Frohnau gewählt. Unter seiner Leitung standen in den 30er Jahren Planung und Bau der Johanneskirche. Als die Kirche 1936 eingeweiht wurde, hatte er jedoch, da sein starkes Engagement für die Deutschen Christen zu Konflikten mit der Gemeinde geführt hatte, eine Pfarrstelle an der Petrikirche angenommen.

### Zweiter Weltkrieg
Kuhl trat zum 1. Mai 1933 der NSDAP bei (Mitgliedsnummer 2.022.952) und schloss sich im selben Jahr der SA an. Er beteiligte sich am Institut zur Erforschung und Beseitigung des jüdischen Einflusses auf das deutsche kirchliche Leben. 1939 habilitierte er sich an der Berliner Universität für das Fach Altes Testament. Ab 1939 leistete er Wehrdienst und diente später in der Wehrmacht als Kompanieführer und Bataillonskommandeur bei den Landesbau-Pionieren. Vom Kriegsende bis 1948 blieb er in Kriegsgefangenschaft, die meiste Zeit im Lager Jaworzno. In dieser Zeit war er unter anderem Mitglied des Herold.

### Nachkriegszeit
Spätere Wohnsitze waren Nordkirchen, wo er von 1949 bis 1956 Pfarrer war. Hier gründete er einen Kirchbauverein, um in Nordkirchen ein Gemeindezentrum schaffen zu können. Im Jahr 1956 wurde ihm von der evangelisch-theologischen Fakultät der Universität Bonn die Ehrendoktorwürde verliehen. Nachdem Kuhl 1957 in den Ruhestand gegangen war, lebte er bis zu seinem Tod 1959 in Kassel und hinterließ eine Frau und zwei Kinder. In seinen letzten Lebensjahren hatte er einen Lehrauftrag an der Georg-August-Universität Göttingen. Gemeinsam mit Bo Reicke arbeitete er ab 1958 am Biblisch-historischen Handwörterbuch für den Verlag Vandenhoeck & Ruprecht. Kuhl war von 1921 bis zu seinem Tod Mitglied der Deutschen Morgenländischen Gesellschaft.

## Auszeichnungen
- Eisernes Kreuz II. Klasse am 18. September 1914[7]
- Verwundetenabzeichen in schwarz
- Hanseatenkreuz Hamburg am 29. Juni 1917[7]
- Eisernes Kreuz  I. Klasse am 27. Juli 1918[7]
- Ehrendoktorwürde der Universität Bonn am 4. Mai 1956

## Werke
- Die literarische Einheit des Buches Ezechiel, Diss. phil. Universität Tübingen (1917) als PDF.
- Römische Straßen und Straßenstationen in der Umgebung von Jerusalem. I. Entstehung und Technik des Straßennetzes. In: Palästinajahrbuch, 24. Jg. (1928), S. 113–14O.
- Römische Straßen und Straßennamen in der Umgebung von Jerusalem. II. Die Straßenstationen. In: Palästinajahrbuch, 25. Jg. (1930), S. 95–123.
- Berlin-Land II in der Gegenwart. In: Ferdinand Beier: 400 Jahre Geschichte des Kirchenkreises Berlin-Land II, Herausgeber: Synode des Kirchenkreises Berlin-Land II, Berlin 1936, S. 93–96.
- Die Entstehung des Alten Testaments. Bern/München 1953 (Sammlung Dalp) 2. bearb. Aufl. Bern (Franke) 1960, hrsg. v. Georg Fohrer.
- Israels Propheten. München 1956 (Sammlung Dalp). (Übers. ins Englische: `The Prophets of Israel. John Knox Press, 1960).
- Die drei Männer im Feuer (= Zeitschrift für die Alttestamentliche Wissenschaft Beiheft 55). de Gruyter, Berlin 1933. Zugleich Theologische Dissertation, Universität Halle 1931.
- Zur Geschichte der Hesekiel-Forschung. In: Theologische Rundschau N.F. 5 (1933), S. 92–118.
- Neue Dokumente zum Verständnis von Hosea 2 4—15. In: Zeitschrift für die Alttestamentliche Wissenschaft Beiheft 52 (1934), 102–109, doi:10.1515/zatw.1934.52.1.102.
- Das Hohelied und seine Deutung. In: Theologische Rundschau N.F. 9 (1937), 137–168.
- Die 'Wiederaufnahme' – ein literaturkritisches Prinzip. In: Zeitschrift für die Alttestamentliche Wissenschaft Beiheft 64 (1952), 1–11, doi:10.1515/zatw.1952.64.1.1.
- Neuere Hesekiel-Literatur. In: Theologische Rundschau N.F. 20 (1952), 1–26.
- Der Schauplatz der Wirksamkeit Hesekiels. In: Theologische Zeitschrift 8 (1952), 401–418.
- Schreibereigentümlichkeiten Bemerkungen Zur Jesajarolle. In: Vetus Testamentum Vol. 2 (1952), 307–333, doi:10.1163/156853352X00417.
- Neuere Literaturkritik des Buches Hiob. In: Theologische Rundschau N.F. 21 (1953), 163–205, 257–317.
- Vom Hiobbuche und seinen Problemen. In: Theologische Rundschau N.F. 22 (1954), 261–316.
- Zum Stand der Hesekiel-Forschung. In: Theologische Rundschau N.F. 24 (1957), 1–53.

Für das Handwörterbuch Die Religion in Geschichte und Gegenwart (3. Auflage, 1957ff.) und das Evangelische Kirchenlexikon (1. Auflage, 1959) verfasste er mehrere Lexikonartikel.